# Menuret de Chambaud
Jean-Joseph Ménuret de Chambaud foi um médico e enciclopedista francês nascido em Montélimar (então parte do Dauphiné) em 23 de Janeiro de 1739 e falecido em Paris em 15 de dezembro de 1815.  Filho de um oficial de artilharia, François Ménuret (n. 1690), e de Marie Bernard (n. 1698), Ménuret teve outros quatro irmãos: François Alexandre Ménuret, Marie Laurance Ménuret, Jacques Gabriel Ménuret (n. 1732) e Jacques Alexandre Ménuret.  
Casou-se duas vezes, com Louise Cartier de Boimartin (m. 1773), em data desconhecida e, em 1777, com Marie Elisabeth Monneron (Annonay, 1745 - 1827). Ambas as uniões lhe trouxeram quatro filhos: Joséphine Ménuret (m.1832) , André Ménuret, Alexandre Ménuret e Ange Pierre Germain Ménuret de Chambaud (1782 - 1823).

## Biografia
Pouco se sabe sobre a infância de Ménuret. Os primeiros dados sobre sua vida são a sua certidão de nascimento e, muito posteriormente, a publicação de sua tese de doutorado, De generatione dissertatio physiologica (1757). Sua tese se debruçou sobre a reprodução humana, avançando teorias em defesa da epigênese, trabalho com o qual encerra seus anos de estudante pela Faculdade de Medicina da Universidade de Montpéllier. Logo após se doutorar, Ménuret foi apresentado a Denis Diderot e começou escrever verbetes para a  Enciclopédia, colaboração que durou de 1757 até 1765. Há dificuldade em dizer se ele esteve em Paris durante parte desse período (como outros médicos de Montpéllier que colaboraram com a Enciclopédia, tais como Théophile de Bordeu e Gabriel-François Venel), a não ser a partir de 1760, momento em que se instala novamente em Montélimar e passa a trabalhar como medecin conseiller clinico no Hôtel-Dieu. Entre 1760 e 1786, Ménuret atua em sua cidade natal e arredores. Por volta desse tempo, segundo seu próprio relato, manteve um pequeno salão onde mantinha diálogo com amigos próximos, como Venel e La Condamine.  
Em 1786 ele retorna a Paris para ocupar um cargo na Côrte como médico nas Cavalariças Reais (Écuries Royales) onde ficaria até depois da Revolução Francesa. Em 1793, ele se encontra trabalhando como médico particular do general Charles François Dumouriez, o qual ele segue ao exílio em Hamburgo após este ter caído no desagrado dos líderes revolucionários de então. Ménuret permaneceria em Hamburgo até 1815, quando retorna a Paris para falecer pouco depois. 